# Chlidichthys randalli
Chlidichthys randalli là một loài cá biển thuộc chi Chlidichthys trong họ Cá đạm bì. Loài này được mô tả lần đầu tiên vào năm 1977.
Loài này được đặt theo tên của John E. Randall, người thu thập mẫu vật của chúng.

## Phân bố và môi trường sống
C. randalli phân bố ở phía đông Ấn Độ Dương, và chỉ được biết đến qua 2 mẫu vật tại đảo Flamand thuộc Mauritius. Chúng thường sống xung quanh các rạn san hô và núp trong đá ngầm ở độ sâu khoảng 7 – 18 m.

## Mô tả
C. randalli trưởng thành dài khoảng 4 cm. Thân và đầu của C. randalli có nâu xám hoặc nâu đỏ; nhạt hơn ở phần dưới bụng. Mõm màu tím lợt hoặc lam xám. Mống mắt màu cam, có viền màu xanh tím lợt; đồng tử có vòng màu trắng hoặc vàng. Vây ngực và vây bụng màu hồng trong suốt. Vây lưng và vây hậu môn có màu xanh tím hoặc tím lợt. Đuôi trong suốt, gốc vây đuôi màu đỏ.
Số ngạnh ở vây lưng: 2; Số vây tia mềm ở vây lưng: 22; Số ngạnh ở vây hậu môn: 3; Số vây tia mềm ở vây hậu môn: 13; Số vây tia mềm ở vây ngực: 18; Số ngạnh ở vây bụng: 1; Số vây tia mềm ở vây bụng: 4.
Thức ăn của C. randalli có lẽ là rong tảo và các sinh vật phù du nhỏ.